# Li Zhe
Li Zhe (chiń. 李喆; pinyin Lǐ Zhé; ur. 20 września 1986 w Tiencinie) – chiński tenisista, reprezentant kraju w Pucharze Davisa.

## Kariera tenisowa
W ciągu kariery wygrał sześć deblowych turniejów rangi ATP Challenger Tour.
Dwa razy w karierze został srebrnym medalistą igrzysk azjatyckich, podczas zmagań w 2010 roku zdobył medal w grze podwójnej, natomiast cztery lata później wywalczył tytuł wicemistrzowski w rywalizacji drużynowej.
W 2019 roku podczas Australian Open zadebiutował w turnieju głównym imprezy wielkoszlemowej. Startując z „dziką kartą” odpadł w pierwszej rundzie z Philippem Kohlschreiberem.
Najwyżej sklasyfikowany w rankingu gry pojedynczej był na 193. miejscu (11 listopada 2019), a w klasyfikacji gry podwójnej na 136. pozycji (28 lutego 2011).

### Zwycięstwa w turniejach ATP Challenger Tour w grze podwójnej
| Końcowy wynik | Nr | Data             | Turniej  | Nawierzchnia | Partner          | Przeciwnicy                            | Wynik finału   |
| ------------- | -- | ---------------- | -------- | ------------ | ---------------- | -------------------------------------- | -------------- |
| Zwycięzca     | 1. | 21 sierpnia 2010 | Karszy   | Twarda       | Gong Maoxin      | Divij Sharan Vishnu Vardhan            | 6:3, 6:1       |
| Zwycięzca     | 2. | 19 września 2010 | Bangkok  | Twarda       | Gong Maoxin      | Yuki Bhambri Ryler DeHeart             | 6:3, 6:4       |
| Zwycięzca     | 3. | 7 czerwca 2015   | Gimcheon | Twarda       | Jose Statham     | Dean O'Brien Ruan Roelofse             | 6:4, 6:2       |
| Zwycięzca     | 4. | 7 maja 2016      | Rzym     | Ceglana      | Bai Yan          | Sander Arends Tristan-Samuel Weissborn | 6:3, 3:6, 11–9 |
| Zwycięzca     | 5. | 29 lipca 2018    | Granby   | Twarda       | Alex Lawson      | JC Aragone Liam Broady                 | 7:6(2), 6:3    |
| Zwycięzca     | 6. | 24 lutego 2019   | Bangkok  | Twarda       | Gonçalo Oliveira | Enrique López Pérez Hiroki Moriya      | 6:2, 6:1       |